# Patriarcado das Índias Ocidentais
O Patriarcado Titular das Índias Ocidentais (em latim: Patriarchatus Indiarum Occidentalium, em espanhol, Patriarcado de las Indias Occidentales) é um patriarcado titular da Igreja Católica do rito latino. Encontra-se em sede vacante desde 1963, quando morreu o último patriarca.

## História
O Rei Fernando II de Aragão pediu ao Papa Leão X que fosse estabelecido um patriarcado para o governo eclesiástico para os territórios descobertos pelos espanhóis. A Santa Sé não tinha interesse ainda em estabelecer uma Igreja autônoma da América Espanhola e decidiu criar, em 1524 pelo Papa Clemente VII, um patriarcado apenas honorífico, sem competência nem clero.
Além disso, o patriarca não poderia morar na América, ficando na Espanha. Assim, foi nomeado como primeiro patriarca Don Antonio de Rojas Manrique, arcebispo de Granada. Depois, foram nomeados Don Esteban Gabriel Merino e Don Fernando Niño y Zapata, falecido em 1552. Após a morte de Niño de Guevara, o patriarcado ficou em sede vacante, já que o Rei Filipe II da Espanha, contra as políticas da Santa Sé, desejava um patriarcado realmente jurisdicional.
Finalmente, em 1591, o Rei concordou em propor o arcebispo da Cidade do México (que vivia em Madri e era o presidente do Conselho das Índias) Pedro Moya de Contreras. No entanto, o novo patriarca morreu antes que pudesse tomar o juramento de seu novo ofício. Em 1602, Filipe III da Espanha abandona a ideia de um Patriarcado com plena jurisdição e o Patriarcado virou um mero título honorífico de clérigos nobres.
Em 1705, o Patriarca Carlos de Borja y Centellas foi apontado pelo Papa para ser o Vigário Geral dos Exércitos Espanhóis, mas em 1736 o Papa Clemente XII fundiu o exercício de Vigário-geral com o de Patriarca das Índias Ocidentais pro tempore et ad septenium (temporariamente e por sete anos) e em 1741, relativo ao Palácio Real da Capelânia. A junção do Patriarcado e do Vicariato Militar foi definitivamente decretado pelo Papa Clemente XIII em 1762. Em 1933, o Patriarca Ramón Pérez Rodríguez foi nomeado bispo de Cádiz e Ceuta. No ano anterior, o governo republicano aboliu o vicariato militar. Assim, o Patriarcado permaneceu vago. Durante a Guerra Civil, os Nacionalistas organizaram um serviço militar religioso e a Santa Sé indicou o arcebispo de Toledo, Don Isidro Gomá y Tomás, como Delegado Pontifício interino. Em 1940, Gomá Y Tomás morreu e o bispo-auxiliar Gregorio Modrego foi nomeado para continuar a Missão. Em 1942, Modrego foi nomeado arcebispo de Barcelona. Durante esse tempo, o Patriarcado permaneceu vago. Em 1946, o arcebispo de Madri, Leopoldo Eijo y Garay, foi apontado como Patriarca, mas não Ordinário Militar (o arcebispado militar foi estabelecido em 1950). Depois da morte de Eijo Y Garay, o patriarcado titular manteve-se vago, não sendo suscetível de ser preenchido e tem efetivamente ficado em suspenso.

## Prelados
|            | Nome                                                             | Período    | Notas                        |
| Patriarcas | Patriarcas                                                       | Patriarcas | Patriarcas                   |
| ---------- | ---------------------------------------------------------------- | ---------- | ---------------------------- |
| 40º        | Leopoldo Eijo y Garay                                            | 1946-1963  |                              |
| 39º        | Ramón Pérez y Rodríguez                                          | 1930-1937  |                              |
| 38º        | Francisco Muñoz y Izquierdo                                      | 1925-1930  |                              |
| 37º        | Julián de Diego y García Alcolea                                 | 1923-1925  |                              |
| 36º        | Jaime Cardona y Tur                                              | 1920-1923  |                              |
| 35º        | Victoriano Cardeal Guisasola y Menéndez                          | 1914–1920  |                              |
| 34º        | Gregorio María Cardeal Aguirre y García, O.F.M.                  | 1909–1913  |                              |
| 33º        | Ciriaco María Cardeal Sancha y Hervás                            | 1898–1909  |                              |
| 32º        | Antolín Cardeal Monescillo y Viso                                | 1892–1897  |                              |
| 31º        | Miguel Cardeal Payá y Rico                                       | 1886–1891  |                              |
| 30º        | Zeferino Cardeal González y Diáz-Tuñón, O.P.                     | 1885–1886  |                              |
| 29º        | José Moreno y Mazón                                              | 1881-1885  |                              |
| 28º        | Francisco de Paula Cardeal de Benavides y Fernández de Navarrete | 1875–1881  |                              |
| 27º        | Tomás Iglesias y Bárcones                                        | 1851–1873  |                              |
| 26º        | Antonio Posada Rubín de Celis                                    | 1847–1851  |                              |
| 25º        | Antonio Allué y Sessé                                            | 1820–1842  |                              |
| 24º        | Francisco Antonio Cebrián y Valdá                                | 1815–1820  |                              |
| 23º        | Ramón José de Arce Rebollar y Uribarri                           | 1806–1815  |                              |
| 22º        | Antonio Cardeal de Sentmenat y de Castellá                       | 1784–1806  |                              |
| 21º        | Emmanuel Buenaventura Figueroa y Barreiro                        | 1782–1783  |                              |
| 20º        | Cayetano de Adsor y Pares                                        | 1782       |                              |
| 19º        | Francisco Javier Cardeal Delgado y Venegas                       | 1778–1781  |                              |
| 18º        | Buenaventura Fernández de Córdoba-Figueroa y Spínola de la Cerda | 1761–1777  |                              |
| 17º        | Álvaro Eugenio Cardeal de Mendoza Caamaño y Sotomayor            | 1734-1761  |                              |
| 16º        | Juan de Láncaster y Noroña                                       | 1733       |                              |
| 15º        | Carlos Cardeal de Borja Centellas y Ponce de León                | 1708-1733  |                              |
| 14º        | Pedro Portocarrero y Guzmán ‎                                     | 1691-1708  |                              |
| 13º        | Antonio de Benavides y Bazán                                     | 1679-1691  |                              |
| 12º        | Antonio Manrique de Guzmán                                       | 1670-1679  |                              |
| 11º        | Alfonso Pérez de Guzmán                                          | 1627-1670  |                              |
| 10º        | Andrés Pacheco de Cárdenas                                       | 1625-1626  |                              |
| 9º         | Diego de Guzmán Haros                                            | 1616-1625  | Nomeado Arcebispo de Sevilha |
| 8º         | Pedro Manso de Zúñiga y Solá                                     | 1608-1610  |                              |
| 7º         | Juan Bautista de Acevedo Muñoz                                   | 1606-1608  |                              |
| 6º         | Juan de Guzmán                                                   | 1602-1605  |                              |
| 5º         | Pedro Moya de Contreras                                          | 1591       |                              |
| 4º         | Antonio de Fonseca, O.S.A.                                       | 1558       |                              |
| 3º         | Fernando Niño y Zapata                                           | 1546-1552  |                              |
| 2º         | Esteban Gabriel Cardeal Merino                                   | 1530-1535  |                              |
| 1º         | Antonio de Rojas Manrique                                        | 1524-1525  |                              |